# لنکاستر، جفرسون، ایندیانا
لنکاستر (به انگلیسی: Lancaster) یک منطقهٔ مسکونی در ایالات متحده آمریکا است که در شهرستان جفرسون، ایندیانا واقع شده‌است. لنکاستر ۲۱۷٫۹۳ متر بالاتر از سطح دریا واقع شده‌است.